# Cooperación bibliotecaria

## Definición
Ruiz Chacón, recurre a Ramírez Escárcega para definir a la cooperación bibliotecaria como “la ayuda mutua que se brindan y reciben entre dos o más bibliotecas a fin de satisfacer las necesidades de información de sus usuarios y hacer un uso más racional de sus recursos”. Es una actividad que involucra esfuerzos de dos o más instituciones bibliotecarias para alcanzar un fin en donde todos los que participan esperan obtener beneficios. Cooperar implica compartir recursos o experiencias (vivencias) para satisfacer las demandas de información de los usuarios, siendo cada vez más exigentes, para obtener una información más completa.

## Causas
Son muchas las razones que pueden llevar a una cooperación, algunas de ellas son nuevos conceptos relacionados con la biblioteca e información, el crecimiento tecnológico, el mercado económico mundial y la influencia de organismos y asociaciones profesionales. 
- A raíz del cambio paradigmático, se refleja una nueva concepción de la biblioteca, como centro de difusión, no solo de material impreso sino también digitalizado y así brindar un óptimo servicio satisfaciendo las necesidades de los usuarios. La información ha adquirido gran importancia en la sociedad actual, por ser un recurso relevante para el desarrollo científico y técnico, un vehículo que transmite conocimiento y que conlleva a la toma de decisiones acertadas y satisfactorias para progresar. Esto demuestra una estrecha relación entre información y poder.

- El desarrollo de la tecnología eliminó barreras de tiempo y espacio, como problemas en el acceso a la información, dificultades en la comunicación, transmisión lenta de los documentos, etc. favoreciendo el tratamiento de la información, las telecomunicaciones y por ende la gestión bibliotecaria, abriéndose día a día nuevas posibilidades de cooperación.

- La influencia de los organismos internacionales (IFLA-Unesco-ISO) desarrollando planes de normalización en los procesos y actividades vinculadas a la información. El crecimiento de asociaciones profesionales que, llevan a compartir experiencias y vivencias, nuevas ideas, conociendo otras realidades y culturas.

- El crecimiento explosivo de la información, la disminución presupuestaria para la gestión, el encarecimiento de los documentos, llevó a la insuficiencia de la biblioteca para satisfacer las crecientes demandas, por lo que es necesario compartir recursos y/o servicios.

- El fenómeno de la globalización que provocó la aparición de un mercado de la información sin fronteras.

## Objetivos
En este sentido, Gómez Hernández dice que la cooperación permite potenciar los desafíos a los que se enfrentan las bibliotecas para mejorar los servicios que prestan a sus usuarios: eficacia, eficiencia y competitividad.
- Eficacia: la cooperación permite mejorar la operatividad de la gestión bibliotecaria, acelerando el procesamiento de los materiales y así poder alcanzar los fines establecidos.
- Eficiencia: llevando a cabo actividades cooperativas se logra sacar el mayor rendimiento de los recursos y servicios; ya que ninguna biblioteca puede ser totalmente autosuficiente.
- Competitividad: los centros de información aumentan su entorno,  lo que conlleva a elevar el nivel de competencia.

## Tipología
Según Gómez Hernández la cooperación bibliotecaria puede clasificarse teniendo en cuenta dos criterios; uno relacionado con los niveles o categorías en la que se puede desarrollar la misma, y el otro ligado a los objetivos que persiguen las diferentes actividades.

### Niveles
D. J. Desmonds establece dos categorías:
- De intercambio, se refiere a compartir recursos y servicios entre las instituciones cooperativas intervinientes sin interferir en la gestión de cada una de ellas. Intercambian materiales a través del préstamo interbibliotecario o el canje, información a través de canales convencionales o electrónicos, personal, usuarios, etc.
- De convenio, en esta categoría se trabaja en equipo, se coordina la gestión de las unidades cooperantes, transformándose en complementarias. Agrupa actividades como adquisición cooperativa, catalogación compartida, formación del personal, etc.

### Objetivos perseguidos
Según Díez Hoyo, implanta la siguiente tipología:
- Acceso y/o suministro del documento primario: existen tres formas cooperativas, compatibles entre sí, por las cuales se pueden acceder a la información en bruto. Se trata de:

1. Adquisición cooperativa; consiste en que varias bibliotecas con intereses bibliográficos comunes se ponen de acuerdo para adquirir materiales, comúnmente revistas científicas y productos electrónicos, de forma coordinada. Presenta dificultades como una coordinación estricta y un costo elevado; por eso se lleva a cabo en países con una tradición cooperativista, en el área de publicaciones seriadas y en bibliotecas nacionales.
2. Canje; es la única manera para adquirir publicaciones agotadas o actualizar las mismas, la forma más eficaz y rápida de acceder a la literatura gris y el acceso a publicaciones extranjeras para países con desequilibrios comerciales.
3. Préstamo interbibliotecario; permite a cualquier biblioteca solicitar a otra un documento que no se encuentre entre sus fondos, para responder a la demanda del usuario. Su objetivo es difundir los fondos bibliográficos. Esta actividad debe reglamentarse a través de un acuerdo global y público para las instituciones intervinientes, que especifique las normas de la misma, quienes tendrán derecho a este servicio, cuáles serán sus obligaciones y amortizar el servicio a través del cobro de una cuota.

- Acceso y/o suministro de información bibliográfica: en este sentido se requiere la aprobación a nivel nacional e internacional para normalizar el tratamiento del documento, con el fin de materializar el Control Bibliográfico Universal (CBU). El desarrollo e implantación de catalogación/indización compartida para la creación de catálogos colectivos y/o únicos, ya sea en línea o CD-ROM. Para catalogar de manera centralizada las bibliotecas participantes deben utilizar una normativa común, que aumente la calidad del catálogo, eliminando errores y unificando criterios en la entrada de las obras. En caso de que esta actividad esté automatizada deben compartir un mismo sistema o programas compatibles que utilicen el formato Marc y el protocolo Z39.50 para el intercambio de registros catalográficos a través de Internet.

- Formación del personal: comenzó a experimentarse en la década de los ’80 debido al costo que necesitaba una organización para afrontar la formación académica y la existencia cada vez mayor de redes bibliotecarias. Apunta a desarrollar destrezas y ampliar el enriquecimiento personal de los profesionales de la información. Las actividades más destacadas en este tipo de cooperación son cursos técnicos, seminarios, intercambio de personal, etc.

## Ejemplos
- Biblioteca de La Rioja (España)

La biblioteca participa de diversos proyectos cooperativos en el ámbito regional y nacional integrando el Catálogo Colectivo del Patrimonio Bibliográfico Español; Catálogo Colectivo del Patrimonio Bibliográfico de La Rioja; creando en el 2001 Dialnet, que comenzó como una hemeroteca virtual, apostando claramente por el acceso abierto a la literatura científica; Sibila (Sistema de Bibliotecas de La Rioja) una red automatizada de bibliotecas públicas, preferentemente municipales; “Pregunte, las Bibliotecas responden” es un servicio de referencia digital que responde a consultas y peticiones a través de correo electrónico y chat; y en el Consejo de Cooperación Bibliotecaria, grupos de trabajo relacionados con formación, normalización, alfabetización informacional, etc.
- OCLC (Online Computer Library Center)

Nació en 1967 como un consorcio de bibliotecas universitarias que aúnan sus esfuerzos y recursos para la informatización de sus catálogos y la confección de un catálogo colectivo. Se ha convertido en una red de ámbito internacional, gestionada por una compañía privada, que ofrece más de 33 millones de registros de todo tipo en los más variados soportes y diversas lenguas. 
- Amigos: Red de Instituciones Mexicanas para la Cooperación Bibliotecaria

Es una Red de Cooperación México-Estados Unidos, que empezó en 1989 para intercambiar experiencias técnicas, facilitar el intercambio de los recursos de información contenidos en las colecciones de acceso público en las instituciones firmantes, participar en programas de capacitación y formación profesional, canjear las publicaciones disponibles y compartir programas que, por su naturaleza, sean de interés para los participantes de la Red.